# Oestocephalus
Oestocephalus es un género extinto de lepospóndilos que vivieron a finales del período Carbonífero en lo que hoy es la República Checa y el este de los Estados Unidos. El género fue nombrado por Edward Drinker Cope en 1868, siendo asignado en un comienzo al grupo  Ophiderpetontidae, para posteriormente ser agrupado junto al género Coloraderpeton en Oestocephalidae por Anderson (2003).